# 33288 Shixian
33288 Shixian è un asteroide della fascia principale. Scoperto nel 1998, presenta un'orbita caratterizzata da un semiasse maggiore pari a 3,1534505 au e da un'eccentricità di 0,0798989, inclinata di 21,60292° rispetto all'eclittica.